# 仲田恵美
仲田 恵美（なかた めぐみ、1989年〈昭和64年〉1月6日 - ）は、日本のタレント、モデル。旧芸名は中多 愛（読み同じ）。
大阪府出身。所属事務所はシンフォニア。

## 人物
- 趣味：陶芸、ネイルアート
- 好きな色：水色、ピンク
- 姉が1人いる[1]。
- 2012年2月に芸名を中多愛から仲田恵美に改名[2]。
- アゲぽよガールズ卒業後、芸能活動を一時休業。休業中に元ラグビー選手の男性と結婚し、一女をもうける。2014年8月より芸能活動を再開している[3]。

## 出演

### TV
- 女の子宣言! アゲぽよTV（2011年4月 - 2012年12月、毎日放送）
- どれ☆きよ天気予報（2011年4月 -、毎日放送）
- 真夜中市場〜ハイヒールの眠れない夜〜（関西テレビ）
- ちゃやまち広告社(特番)（毎日放送）

### モデル
- VICKY Webモデル